# Море Южное (Луна)
Мо́ре Ю́жное (лат. Mare Australe) — лунное море на краю видимого диска Луны.
Селенографические координаты объекта — 38°54′ ю. ш. 93°00′ в. д. / 38,9° ю. ш. 93,0° в. д., диаметр составляет 603 км.

## Кратеры
В Море Южном лежат такие крупные кратеры как Ламб (лат. Crater Lamb), Дженнер (лат. Crater Jenner) и Гам (лат. Crater Gum).

## Этимология
Название «Море Южное» было впервые предложено И. Медлером. Под № 4531 оно было включено в первую официальную публикацию по номенклатуре объектов на поверхности Луны Международного Астрономического союза, изданную М. Благг и К. Мюллером в 1935 году.
На Марсе имеется одноимённое море.